# Бегония
Бегонията (Begonia) е голям род ниски растения от семейство Begoniaceae. Той включва над 900 вида, характерни за райони с тропичен влажен климат (Южна и Централна Америка, Африка и Южна Азия). Родът е наречен на Мишел Бегон, френски губернатор на Хаити в края на 17 век и покровител на ботаниката.
Бегонията е еднодомно растение с еднополови мъжки и женски цветове, които се развиват поотделно и двата върху едно растение. Листата са асиметрично сърцевидни, на повечето растения големи и изпъстрени с петна или контури.

## Основни видове
- Begonia boliviensis
- Begonia bowerae
- Begonia brevicyma C. DC.
- Begonia broussonetiifolia A. DC.
- Begonia cardiocarpa Liebm.
- Begonia carletonii Standl.
- Begonia carpinifolia Liebm.
- Begonia coccinea
- Begonia conchifolia A. Dietr.
- Begonia convallariodora C. DC.
- Begonia cooperi C. DC.
- Begonia copeyana C. DC.
- Begonia corredorana C. DC.
- Begonia dichroa
- Begonia dregei
- Begonia estrellensis C. DC.
- Begonia fischeri Schrank
- Begonia fuchsioïdes
- Begonia glabra Aubl.
- Begonia guaduensis Kunth
- Begonia heracleifolia Cham. & Schltdl.
- Begonia heydei C. DC.
- Begonia hirsuta Aubl.
- Begonia ignea (Klotzsch) Warsz. ex A. D.C.
- Begonia imperialis
- Begonia involucrata Liebm.
- Begonia listida
- Begonia maculata
- Begonia masoniana
- Begonia metallica
- Begonia multinervia Liebm.
- Begonia natalensis
- Begonia nelumbiifolia Schltdl. & Cham.
- Begonia oaxacana A. DC.
- Begonia parviflora Poepp. & Endl.
- Begonia plebeja Liebm.
- Begonia quaternata L. B. Sm. & B. G. Schub.
- Begonia seemanniana A. DC.
- Begonia semiovata Liebm.
- Begonia semperflorens
- Begonia sericoneura Liebm.
- Begonia strigillosa A. Dietr.
- Begonia tonduzii C. DC.
- Begonia udisilvestris C. DC.
- Begonia urophylla Hook.
- Begonia urticae L. f.
- Begonia venosa Skan.
- Begonia vestita C. DC.

## Други
На бегонията е наречена улица в квартал „Суходол“ в София (Карта).